# Colonia Emilio M. González
Colonia Emilio M. González är en ort i Mexiko.   Den ligger i kommunen Bahía de Banderas och delstaten Nayarit, i den centrala delen av landet, 700 km väster om huvudstaden Mexico City. Colonia Emilio M. González ligger 56 meter över havet och antalet invånare är 120.
Terrängen runt Colonia Emilio M. González är platt åt sydost, men åt nordväst är den kuperad. Havet är nära Colonia Emilio M. González åt sydväst. Runt Colonia Emilio M. González är det tätbefolkat, med 319 invånare per kvadratkilometer. Närmaste större samhälle är Puerto Vallarta, 19,3 km sydost om Colonia Emilio M. González. Omgivningarna runt Colonia Emilio M. González är en mosaik av jordbruksmark och naturlig växtlighet.